# Kym Carter
Kym Carter, właśc. Lelia Kymberly Carter, obecnie Begel (ur. 12 marca 1964 w Inglewood) – amerykańska lekkoatletka, wieloboistka, dwukrotna medalistka halowych mistrzostw świata, olimpijka.

## Osiągnięcia sportowe
Zajęła 20. miejsce w siedmioboju na mistrzostwach świata w 1991 w Tokio i 11. miejsce w tej konkurencji na igrzyskach olimpijskich w 1992 w Barcelonie. Na halowych mistrzostwach świata w 1993 w Toronto zajęła 5. miejsce w pięcioboju (była to konkurencja pokazowa na tych mistrzostwach). Zajęła 6. miejsce w siedmioboju na mistrzostwach świata w 1993 w Stuttgarcie.
Zdobyła srebrny medal w pięcioboju na halowych mistrzostwach świata w 1995 w Barcelonie, przegrywając tylko ze Swietłaną Moskalec z Rosji, a wyprzedzając inną Rosjankę Irinę Tiuchaj. Zajęła 5. miejsce w siedmioboju na mistrzostwach świata w 1995 w Göteborgu. Na halowych mistrzostwach świata w 1997 w Paryżu wywalczyła brązowy medal w pięcioboju, za reprezentantkami Niemiec Sabine Braun i Moną Steigauf. Nie ukończyła siedmioboju  na mistrzostwach świata w 1997 w Atenach.
Była mistrzynią Stanów Zjednoczonych w siedmioboju w 1995.
Była dyrektorem wykonawczym Fundacji Carla Lewisa.

## Rekordy życiowe
Rekordy życiowe Carter:
- siedmiobój – 6357 pkt (16 i 17 sierpnia 1993, Stuttgart)
- pięciobój (hala) – 4632 pkt (10 marca 1995, Barcelona)